# Boronia crassipes
Boronia crassipes là một loài thực vật có hoa trong họ Cửu lý hương. Loài này được Bartl. mô tả khoa học đầu tiên năm 1848.